# زمان در تاجیکستان
زمان در تاجیکستان پیرو زمان استاندارد تاجیکستان (TJT) (یوتی‌سی ۵:۰۰+) است. تاجیکستان ساعت تابستانی را در نظر نمی‌گیرد.

## پایگاه داده مناطق زمانی ایانا
تاجیکستان در پایگاه داده مناطق زمانی ایانا جزو منطقه زمانی «آسیا/دوشنبه» است.

## پیشینه
مناطق زمانی تاجیکستان در طول تاریخ (به عنوان کشور مستقل و جمهوری شوروی)
| از             | تا             | منطقه | ساعت تابستانی |
| -------------- | -------------- | ----- | ------------- |
| ۱۹۲۴ مه ۲      | ۱۹۳۰ ژوئن ۲۱   | UTC+۵ | نه            |
| ۱۹۳۰ ژوئن ۲۱   | ۱۹۸۱ آوریل ۱   | UTC+۶ | نه            |
| ۱۹۸۱ آوریل ۱   | ۱۹۹۱ مارس ۳۱   | UTC+۶ | بله           |
| ۱۹۹۱ مارس ۳۱   | ۱۹۹۱ سپتامبر ۹ | UTC+۵ | بله           |
| ۱۹۹۱ سپتامبر ۹ | تاکنون         | UTC+۵ | نه            |

از ۱۹۲۴ تا ۱۹۹۱ تاجیکستان زمان مسکو + ۳ ساعت را داشت.